# Astragalus jaegerianus
Astragalus jaegerianus är en ärtväxtart som beskrevs av Philip Alexander Munz. Astragalus jaegerianus ingår i släktet vedlar, och familjen ärtväxter. Inga underarter finns listade i Catalogue of Life.